# Benoît Jules Mure
Pour les articles homonymes, voir Mure.
Benoît Jules Mure, né à Lyon le 15 mai 1809 et mort au Caire le 4 mars 1858, est un homéopathe et naturaliste anarcho-communiste français, considéré comme l’un des initiateurs et grand promoteur de l’homéopathie au Brésil, où il est appelé « Bento Mure ».

## Biographie
Fils de riches marchands de soie de Lyon, il voyage dans toute l’Europe et passe du temps en Sicile où il tente de guérir sa tuberculose. Dans sa quête de guérison, il est guéri, en 1833, par Sébastien Des Guidi, le disciple d’Hahnemann et introducteur de l’homéopathie en France. Il se consacre alors désormais à l’étude de l’homéopathie, et entreprend des études, jamais terminées, de médecine à l’université de Montpellier, de tradition vitaliste. Adepte de l’homéopathie, il fonde, avec ses collaborateurs, un dispensaire, à Paris, recevant plus d’un millier de patients par semaine. Il y a également des contacts avec Hahnemann et restera en correspondance avec lui.
Œuvrant intensément à la diffusion de l’homéopathie en Europe, il rejoint le fouriérisme et décide de s’installer au Brésil en 1840 afin de mettre en œuvre un projet de colonisation inspiré par le socialisme utopique de Charles Fourier . Arrivé au Brésil le 21 novembre 1840, il tente, l’année suivante, d’implanter un projet de phalanstère. Après avoir reçu une licence du gouvernement impérial et choisi le site de la colonie, il part, le 22 décembre, avec une centaine de familles à bord du navire Caroline pour coloniser la péninsule de Saí, à la frontière de Paraná et de Santa Catarina à la jonction des fleuves São Francisco et Saí. à Oliveira près de São Francisco do Sul (Falansterio de Oliveira, 1841-1844) qu’il développe sur les zones environnantes telles Vila da Glória (Colônia do Palmital), Falanstério do Saí. Il a le soutien d'Antero José Ferreira de Brito et du gouvernement de Santa Catarina, mais le projet ne subsistera pas.
En 1842, il fonde, dans la province de Santa Catarina, l’École de médecine complémentaire et l’Institut homéopathique de Saí, conçu pour enseigner aux médecins déjà diplômés, l’homéopathie, qu’il considère comme une arme pour lutter contre les maladies endémiques touchant les communautés défavorisées, en particulier afro-brésiliennes. Après l’échec de son projet, il part, en 1843, pour Rio de Janeiro où il fonde l’Institut homéopathique du Brésil qu’il présidera jusqu’à son retour en Europe. Avec le chirurgien portugais naturalisé brésilien, diplômé de l’École royale de chirurgie de Lisbonne, João Vicente Martins, médecin, il crée 26 cliniques ambulatoires à Rio de Janeiro, malgré une attaque de l’Académie impériale de médecine l’accusant de charlatanisme. À l’époque, les médecins homéopathes s’occupaient principalement de la population nécessiteuse et des esclaves.
De retour en Europe, le 13 avril 1848, il épousa une homéopathe expérimentée et reconnue, Sophie Lemaire. Le couple s’installe au Caire et répand l’homéopathie à Alexandrie et en Haute Égypte, avant d’être contraint, en 1854 de retourner en Europe, après que Mure a échappé de peu à la mort, lors d’un attentat. à Gênes, où ils ouvrent une clinique tout en enseignant la pratique de l’homéopathie aux profanes. En 1854, lors d’une épidémie de choléra dans la ville, ils traitent avec grand succès les patients, mais le gouvernement ne reconnut pas leurs efforts et leurs étudiants furent poursuivis pour pratique médicale illégale. Le couple décide alors de retourner en Égypte, où le nouveau Pacha le demandait et où il reprend l’enseignement et les soins, dans les deux dernières années de sa vie, jusqu’au jour où il fut emporté par un refroidissement. Après deux années supplémentaires passées au Caire, à assister les malades, sa femme est revenue en France, en 1860.

## Publications
- L’Homéopathie pure, Paris, J.-B. Baillière et fils, 1883.
- La philosophie absolue, éd. revue et augmentée par Sophie Liet, Paris, Librairie moderne, 1884.
- Doctrine de l’École de Rio de Janeiro et pathogénésie brésilienne, Paris, Institut homéopathique, 1849.